# Ноля
Ноля́ (рос. Ноля, марій. Нольо) — присілок у складі Новотор'яльського району Марій Ел, Росія. Входить до складу Пектубаєвського сільського поселення.

## Населення
Населення — 5 осіб (2010; 8 у 2002).
Національний склад (станом на 2002 рік):
- марійці — 100 %